# Sekicol
Sekicol (cyr. Секицол) – wieś w Serbii, w okręgu jablanickim, w gminie Lebane. W 2011 roku liczyła 28 mieszkańców.